# إليانور بيرسي لي
إليانور بيرسي لي (بالإنجليزية: Eleanor Percy Lee)‏ هي كاتِبة وشاعرة أمريكية، ولدت في 1819، وتوفيت في 1849 بسبب حمى صفراء.